# Anthurium obliquatum
Anthurium obliquatum är en kallaväxtart som beskrevs av Heinrich Wilhelm Schott. Anthurium obliquatum ingår i släktet Anthurium och familjen kallaväxter. Inga underarter finns listade.